# ŽNK Beketinci
ŽNK Beketinci ženski je nogometni klub iz Beketinaca.

## Povijest
Ženski nogometni klub Beketinci iz Beketinaca klub je iz Osječko-baranjske županije. Osnovan je 2002. godine.
Trenutačno natječe se u 2. hrvatskoj nogometnoj ligi za žene.